# ژاک بارو
ژاک بارو (انگلیسی: Jacques Barreau؛ زادهٔ ۲۱ ژانویهٔ ۱۹۲۳) بازیکن فوتبال است.
وی همچنین در تیم ملی فوتبال فرانسه بازی کرده‌است.